# Chợ Tân Kiểng
Chợ Tân Kiểng là ngôi chợ lớn nhất và là một trong số ít ngôi chợ có từ nửa cuối thế kỷ 18 ở trấn Phiên An (Gia Định), Việt Nam.

## Giới thiệu

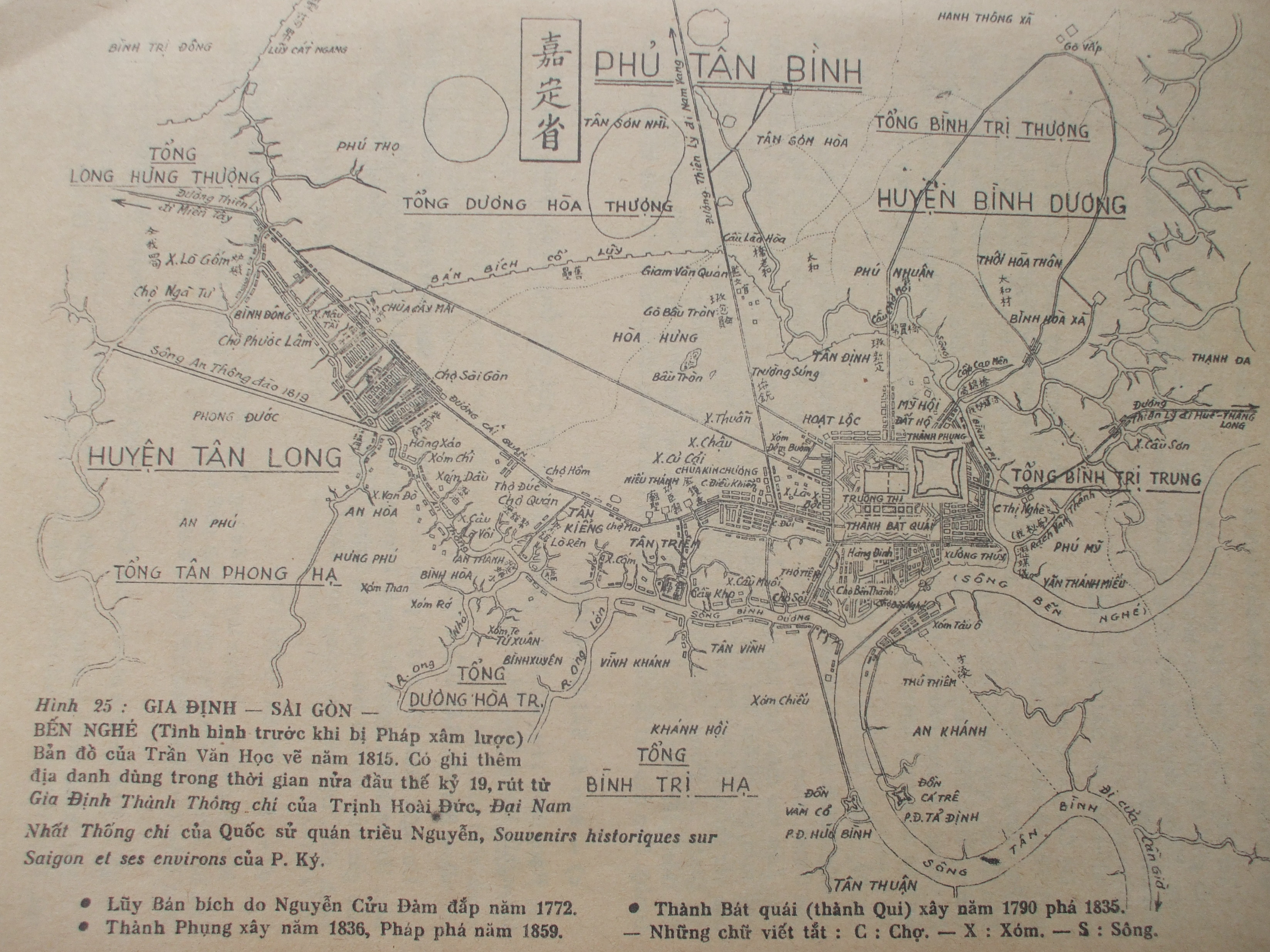
Chợ Tân Kiểng trên bản đồ Gia Định 1815 do Trần Văn Học vẽ.

Chợ Tân Kiểng được thành lập năm 1748, trên đất làng Tân Kiểng (vốn tên Tân Cảnh, do kỵ húy Hoàng tử Cảnh, nên phải nói trại), tục gọi Xóm Lò Rèn Thợ Vắp, thuộc tổng Dương Hòa, huyện Bình Dương, trấn Phiên An, Gia Định thành.
Năm 1836, chợ thuộc thôn Tân Phong Thượng, huyện Tân Long, tỉnh Gia Định. Đến năm 1880, chợ thuộc thôn của tổng Dương Minh, hạt 20.
Sau, ba làng là Tân Kiểng, Nhơn Giang (trước 1885 mang tên Nhơn Ngãi), Bình Yên sáp nhập lại làm một, hình thành vùng Chợ Quán.
Và theo sách Sài Gòn năm xưa của Vương Hồng Sển, sở dĩ gọi là chợ Quán vì thuở trước chợ nhóm họp dưới gốc những cây me đại thọ lối nhà thương Chợ Quán hiện nay. Chung quanh chợ có nhiều quán xá lốc cốc tựu một chỗ nên đặt tên làm vậy. .
Đến năm 1975, khu chợ xưa ở chỗ đình Tân Kiểng ngày nay, thuộc Phường 22, Quận 5, Thành phố Hồ Chí Minh, qua năm 1986, thì thuộc Phường 2, Quận 5.
Sách Gia Định thành thông chí chép về chợ Tân Kiểng như sau:
Chợ Tân Kiểng (tục gọi chợ Quán), cách trấn về phía nam hơn 6 dặm, phố chợ rất đông đúc, thường năm đến ngày Nguyên đán có tổ chức chơi đu tiên vân xa, đáng gọi là một chợ lớn. Từ trước, đến cuối năm thường có chém tù ở đây. Cách sông ở bờ phía đông, ngày trước có người Cao Miên là Nặc Đích theo Nặc Tha đến, cắm dùi sống luôn ở đấy, người này bèn làm cầu ngang qua sông để thông đến chợ, gọi là cầu Nặc Đích, sau trải qua loạn lạc nên hư hỏng. Đầu phía tây đường lớn có đồn (gần góc đường Trần Hưng Đạo – Huỳnh Mẫn Đạt ngày nay) bắt trộm cướp đóng giữ....
Và cũng theo sách trên, thì Tham tán Nguyễn Tịnh, người trấn Quy Nhơn, bị quân Tây Sơn xử chém chết ở khu chợ này. Trước đây, ông Tịnh bị quân Tây Sơn bắt một lần, nhưng được tha. Về sau, ông lại tiếp tục theo phò chúa Nguyễn Phúc Thuần, nên bị bắt lần nữa và đã phải nhận cái chết năm 1777 .

## Giai thoại
Hiện chưa biết Thiền sư Hồng Ân thuộc phái thiền nào, trụ trì ở chùa nào, và hành trạng ra sao. Chỉ biết chuyện nhà sư cùng đồ đệ là Trí Năng hạ mãnh hổ ở chợ Tân Kiểng, có chép trong sách Gia Định thành thông chí:
Ngày 25 tháng Giêng năm Canh Dần (1770) đời Duệ Tông (tức chúa Nguyễn Phúc Thuần), có con hổ dữ vào nhà dân ở phía nam chợ, nó gầm rống rất dữ, dân quanh vùng đều hoảng sợ, họ báo với đồn dinh để phái quân vây bắt. 
Sau phải triệt hạ phòng ốc, làm nhiều lớp hàng rào bao quanh, nhưng con hổ rất dữ, không ai dám đối đầu. Qua ngày thứ 3, có thầy tu đi vân du là Hồng Ân cùng đồ đệ là Trí Năng xin vào đánh cọp. Hồng Ân cùng hổ quần thảo một hồi, hổ bị côn đánh rát quá, nhảy núp vào lùm tre, Hồng Ân đuổi nà theo, hổ bị dồn ngặt nên cự trở lại với Hồng Ân. Hồng Ân lui chân té xuống mương nhỏ, bị hổ tát thọ thương. Trí Năng tiếp viện đánh trúng đầu, hổ chết dưới làn côn, nhưng Hồng Ân bị thương nặng nên cũng mất liền khi ấy.
Người ở chợ cảm nghĩa đem xác Hồng Ân chôn tại chỗ đấy rồi xây tháp, nay vẫn còn.
Tháp của nhà sư nay đã không còn, chỉ còn lại bài vị "Cậu Ân" (tức Hồng Ân) được thờ trong đình Tân Kiểng, tọa lạc tại số 718, đường Trần Hưng Đạo, quận 5, TP. Hồ Chí Minh.